# Malthodes trifurcatus
Malthodes trifurcatus is een keversoort uit de familie soldaatjes (Cantharidae). De wetenschappelijke naam van de soort werd in 1852 gepubliceerd door Ernst August Hellmuth von Kiesenwetter.